# Кока (Румунія)
Кока (рум. Coca) — село у повіті Сату-Маре в Румунії. Входить до складу комуни Келінешть-Оаш.
Село розташоване на відстані 442 км на північний захід від Бухареста, 30 км на північний схід від Сату-Маре, 127 км на північ від Клуж-Напоки.

## Населення
За даними перепису населення 2002 року у селі проживали 965 осіб. Рідною мовою 963 особи (99,8%) назвали румунську.
Національний склад населення села:
| Національність | Кількість осіб | Відсоток |
| -------------- | -------------- | -------- |
| румуни         | 954            | 98,9%    |
| цигани         | 8              | 0,8%     |